# Cistanthe
Cistanthe és un gènere de plantes angiospermes de la família de les montiàcies natives d'algunes zones del continent americà, Califòrnia, nord-oest de Mèxic, Perú, Xile i Argentina.

## Taxonomia
Aquest gènere va ser descrit per primer cop l'any 1836 a l'obra Histoire Naturelle des Végétaux pel botànic francès Édouard Spach (1801-1879).
Aquest gènere havia estat classificat dins de la família de les portulacàcies. Durant les darreres dècades les anàlisis moleculars lligades a la filogènia contemporània ha dut a la reorganització dels gèneres i les espècies dins la família de les montiàcies.

### Espècies
Dins d'aquest gènere es reconeixen les 41 espècies següents:
- Cistanthe aegialitis (F.Phil. ex Phil.) Carolin ex Hershk.
- Cistanthe amarantoides (Phil.) Carolin ex Hershk.
- Cistanthe arancioana Peralta
- Cistanthe arenaria (Cham.) Carolin ex Hershk.
- Cistanthe cabrerae (Añon) Peralta
- Cistanthe cachinalensis (Phil.) Peralta & D.I.Ford
- Cistanthe calycina (Phil.) Carolin ex Hershk.
- Cistanthe celosioides (Phil.) Carolin ex Hershk.
- Cistanthe cephalophora (I.M.Johnst.) Carolin ex Hershk.
- Cistanthe chamissoi (Barnéoud) Carolin ex Hershk.
- Cistanthe chrysantha (I.M.Johnst.) Peralta & D.I.Ford
- Cistanthe coquimbensis (Barnéoud) Carolin ex Hershk.
- Cistanthe crassifolia (Phil.) Carolin ex Hershk.
- Cistanthe cymosa (Phil.) Hershk.
- Cistanthe densiflora (Barnéoud) Hershk.
- Cistanthe fenzlii (Barnéoud) Carolin ex Hershk.
- Cistanthe floresiorum J.M.Watson
- Cistanthe frigida (Barnéoud) Peralta
- Cistanthe grandiflora (Lindl.) Schltdl.
- Cistanthe guadalupensis (M.G.Dudley) Carolin ex Hershk.
- Cistanthe humilis (Phil.) Peralta
- Cistanthe lamprosperma (I.M.Johnst.) Peralta & D.I.Ford
- Cistanthe laxiflora (Phil.) Peralta & D.I.Ford
- Cistanthe lingulata (Ruiz & Pav.) Hershk.
- Cistanthe longiscapa (Barnéoud) Carolin ex Hershk.
- Cistanthe maritima (Nutt.) Carolin ex Hershk.
- Cistanthe minuscula (Añon) Peralta
- Cistanthe mucronulata (Meyen) Carolin ex Hershk.
- Cistanthe neonominata J.M.Watson
- Cistanthe oblongifolia (Barnéoud) Carolin ex Hershk.
- Cistanthe paniculata (DC.) Carolin ex Hershk.
- Cistanthe philhershkovitziana Hershk.
- Cistanthe picta (Gillies ex Arn.) Carolin ex Hershk.
- Cistanthe salsoloides (Barnéoud) Carolin ex Hershk.
- Cistanthe stricta (Phil.) Peralta
- Cistanthe subspeciosa Hershk.
- Cistanthe thyrsoidea (Reiche) Peralta & D.I.Ford
- Cistanthe tovarii A.Galán
- Cistanthe trigona (Colla) Hershk.
- Cistanthe vicina (Phil.) Carolin ex Hershk.
- Cistanthe weberbaueri (Diels) Carolin ex Hershk.

### Sinònims
Els següents noms científics són sinònims heterotípics de Cistanthe:
- Philippiamra Kuntze
- Rhodopsis Lilja
- Tegneria Lilja
- Silvaea Phil.